# 熊本県の県道一覧
熊本県の県道一覧（くまもとけんのけんどういちらん）は、熊本県を通る県道の一覧である。

## 概要
熊本県では1972年（昭和47年）ごろまでに整理番号が変更され、主要地方道は1番から、一般県道は101番からとなった。

## 主要地方道
- 1 熊本玉名線
- 2 （欠番：かつての熊本浜線：1982年（昭和57年）より県道104号）
- 3 大牟田植木線（※かつての福岡・大分・熊本県道3号八女小国線：1982年（昭和57年）より国道442号）
- 4 玉名八女線
- 5 大牟田南関線
- 6 玉名立花線（※かつての福岡・熊本県道6号柳川南関線：1982年（昭和57年）より国道443号）
- 7 （欠番：かつての福岡・熊本県道7号大牟田熊本宇土線：1993年（平成5年）より国道389号の一部および国道501号）
- 8 竹田五ヶ瀬線
- 9 日田鹿本線（※かつての熊本・大分県道9号熊本日田線：1976年（昭和51年）より国道387号）
- 10 南関大牟田北線（※かつての大分・熊本県道10号竹田小国線：1982年（昭和57年）より国道442号）
- 11 別府一の宮線
- 12 天瀬阿蘇線
- 13 黒木鹿北線
- 14 八代鏡宇土線
- 15 人吉水俣線
- 16 玉名山鹿線
- 17 坂本人吉線
- 18 菊池鹿北線
- 19 （欠番：かつての大津甲佐線：1993年（平成5年）より国道443号の一部）
- 20 （欠番：かつての宮原甲佐線：1993年（平成5年）より国道443号の一部）
- 21 （欠番：かつての三角松橋線：1993年（平成5年）より国道266号の一部）
- 22 熊本停車場線
- 23 菊池赤水線
- 24 本渡下田線
- 25 宮原五木線
- 26 本渡牛深線
- 27 芦北球磨線
- 28 熊本高森線
- 29 荒尾南関線
- 30 大津植木線
- 31 熊本田原坂線
- 32 小川嘉島線
- 33 人吉水上線
- 34 松島馬場線
- 35 牛深天草線
- 36 熊本益城大津線
- 37 熊本菊鹿線
- 38 宇土甲佐線
- 39 矢部阿蘇公園線
- 40 南小国波野線
- 41 高森波野線
- 42 八代鏡線
- 43 錦湯前線
- 44 本渡苓北線
- 45 阿蘇公園菊池線
- 46 荒尾長洲線
- 47 本渡五和線
- 48 多良木相良線
- 49 熊本大津線
- 50 熊本嘉島線
- 51 熊本港線
- 52 小川泉線
- 53 植木インター菊池線
- 54 人吉インター線
- 55 山鹿植木線
- 56 水俣田浦線
- 57 益城矢部線
- 58 宇土不知火線
- 59 有明倉岳線
- 60 芦北坂本線

## 一般県道

### 101 - 200
- 101 植木河内港線
- 102 上漆田東間下線
- 103 熊本空港線
- 104 熊本浜線
- 105 甲佐小川線
- 106 嘉島甲佐線
- 107 満越城本線
- 108 （欠番：かつての本渡五和線：1994年（平成6年）より県道47号）
- 109 大浦港線
- 110 阿蘇一の宮線
- 111 阿蘇吉田線
- 112 長洲玉名線
- 113 玉名植木線
- 114 （欠番：かつての天水熊本線：1994年（平成6年）より県道1号の一部）
- 115 八女小国線
- 116 （欠番：かつての人吉水俣線：1982年（昭和57年）より県道15号）
- 117 水俣出水線
- 118 湯出大口線
- 119 植木山鹿線
- 120 （欠番：かつての鈴麦山鹿線：1994年（平成6年）より県道55号）
- 121 （欠番：かつての大牟田植木線：1982年（昭和57年）より県道3号）
- 122 （欠番：かつての玉名立花線：1982年（昭和57年）より県道6号）
- 123 （欠番：かつての南関田隈線：1982年（昭和57年）より県道10号）
- 124 金山櫟野線
- 125 （欠番：かつての大淵鹿北線：1982年（昭和57年）より県道13号）
- 126 大牟田荒尾線
- 127 岩野黒木線
- 128 （欠番：かつての菊鹿鹿北線：1994年（平成6年）より県道18号の一部）
- 129 （欠番：かつての菊鹿熊本線：1982年（昭和57年）より県道37号）
- 130 （欠番：かつての矢護川熊本線：1994年（平成6年）より県道49号）
- 131 笹倉久住線
- 132 （欠番：かつての鯛生鹿本線：1977年（昭和52年）より県道9号の一部）
- 133 鯛生菊池線
- 134 南小国上津江線
- 135 高森竹田線
- 136 （欠番：かつての天瀬阿蘇線：1977年（昭和52年）より県道12号）
- 137 上野田黒渕線
- 138 辛川鹿本線
- 139 旭志鹿本線
- 140 （欠番：かつての赤水菊池線：1977年（昭和52年）より県道23号）
- 141 河内矢部線
- 142 上椎葉湯前線
- 143 中河間多良木線
- 144 槻木田代八重線
- 145 瀬田熊本線
- 146 （欠番：かつての産山小国線）
- 147 （欠番：かつての松橋熊本線：1993年（平成5年）より国道266号の一部および県道103号の一部）
- 148 （欠番：かつての弦巻城南線）
- 149 河陰阿蘇線
- 150 （欠番：かつての中松矢部線：1982年（昭和57年）より県道39号）
- 151 清和高森線
- 152 稲生野甲佐線
- 153 清和砥用線
- 154 （欠番：かつての北中島益城線：1994年より県道57号）
- 155 氷川八代線…2016年（平成28年）7月1日、熊本県告示第658号により認定[1]。
  - 2016年（平成28年）7月1日、熊本県告示第659号により廃止された小川八代線[1]の一部区間をもって発足。
- 156 鏡宮原線
- 157 （欠番：かつての鏡浜八代線）
- 158 中津道八代線
- 159 樅木河合場線
- 160 （欠番：かつての錦湯前線：1982年（昭和57年）より県道43号）
- 161 五木湯前線
- 162 相良人吉線
- 163 （欠番：かつての水上人吉線：1977年（昭和57年）より県道33号）
- 164 （欠番：かつての相良免田線）
- 165 玉名停車場立願寺線
- 166 （欠番：かつての長洲野原線：1994年（平成6年）より県道46号の一部）
- 167 肥後伊倉停車場線
- 168 大野下停車場西照寺線
- 169 大野下停車場線
- 170 肥後伊倉停車場田崎線
- 171 （欠番：かつての菊池豊田線：1994年（平成6年）より県道53号）
- 172 大津停車場線
- 173 （欠番：かつての大観峯水源線：1994年（平成6年）より県道45号の一部）
- 174 立野停車場線
- 175 内牧停車場線
- 176 内牧停車場乙姫線
- 177 高森停車場線
- 178 小国停車場線
- 179 （欠番：かつての小国停車場蔵原線）
- 180 南田内大臣線
- 181 松橋停車場線
- 182 田迎木原線
- 183 （欠番：かつての不知火笠岩線：1994年（平成6年）より県道58号）
- 184 小川停車場線
- 185 多良木停車場線
- 186 川瀬免田線
- 187 免田停車場線
- 188 人吉停車場線
- 189 大畑停車場線
- 190 （欠番：かつての湯前停車場線：2016年（平成28年）11月1日、熊本県告示第931号により廃止[2]）
- 191 部田見木葉線
- 192 （欠番：かつての椛野原線：1994年（平成6年）より県道46号の一部）
- 193 （欠番：かつての清源寺高浜線：1984年（昭和59年）より県道112号の一部）
- 194 和仁菊水線
- 195 和仁山鹿線
- 196 鹿本松尾線
- 197 津留鹿本線
- 198 田底鹿本線
- 199 南田島豊田線
- 200 畑中山鹿線

### 201 - 300
- 201 二重峠菊池線
- 202 矢護川大津線
- 203 日生野隈府線
- 204 西古閑泗水線
- 205 原立門線
- 206 堂園小森線
- 207 瀬田竜田線
- 208 外牧大林線
- 209 曲手原水線
- 210 （欠番：かつての下町大津線：1982年（昭和57年）より県道36号の一部）
- 211 岩坂陣内線
- 212 津留柳線
- 213 内牧坂梨線
- 214 小地野永谷線
- 215 （欠番：かつての津留小池野線：1982年（昭和57年）より県道41号）
- 216 産山小地野線
- 217 河原新波野線
- 218 上色見草部線
- 219 横野矢部線
- 220 三本松甲佐線
- 221 田代御船線
- 222 柿原入佐線
- 223 島木上寺線
- 224 小峯川内線
- 225 山西大津線
- 226 六嘉秋津新町線
- 227 並建熊本線
- 228 戸島熊本線
- 229 畠口川尻停車場線
- 230 （欠番：かつての水前寺小森線：1982年（昭和57年）より県道36号の一部）
- 231 託麻北部線
- 232 小池竜田線
- 233 海路口小島線
- 234 天明川尻線
- 235 益城菊陽線
- 236 神水川尻線
- 237 小島新町線
- 238 画図秋津線
- 239 御船甲佐線
- 240 今吉野甲佐線
- 241 千町廻江線
- 242 走潟廻江線
- 243 郡浦網田線
- 244 下郷北新田線
- 245 共栄千丁停車場線
- 246 千丁停車場興善寺線
- 247 久連子落合線
- 248 （欠番：かつての椎原河合場線）
- 249 （欠番：かつての八代高田線）
- 250 八代港大手町線
- 251 郡築横手線
- 252 （欠番：かつての植柳敷川内線）
- 253 破木二見線
- 254 二見田浦線
- 255 竜北小川停車場線
- 256 鹿野赤迫線
- 257 （欠番：かつての七番永碇線）
- 258 田上日奈久線
- 259 小鶴原女木線
- 260 皆越免田線
- 261 五木多良木線
- 262 覚井一武線
- 263 高沢一勝地線
- 264 幸野染田線
- 265 大畑西線
- 266 梶屋多良木線
- 267 西の園中里線
- 268 水俣港大黒町線
- 269 田浦港線
- 270 天月湯浦線
- 271 越小場湯浦線
- 272 球磨田浦線
- 273 （欠番：かつての白石花岡線）
- 274 （欠番：かつての田浦佐敷港芦北線）
- 275 （欠番：かつての津奈木水俣線）
- 276 （欠番：かつての久多良木横居木線）
- 277 姫戸港教良木線
- 278 宮地岳本渡線
- 279 （欠番：かつての宮地岳河浦線）
- 280 新合高浜港線
- 281 坂瀬川御領線
- 282 河内上津浦港線
- 283 下浦馬場線
- 284 坂瀬川鬼池港線
- 285 宮野河内新合線
- 286 都呂々宮地岳線
- 287 大宮地宮地岳線
- 288 深海線
- 289 大多尾新合線
- 290 教良木知十港線
- 291 宮地岳今田線
- 292 引地本町線
- 293 福連木都呂々線
- 294 （欠番：かつての志岐本渡線）
- 295 錦島釜線
- 296 円通寺志岐線
- 297 川尻宇土線
- 298 阿蘇公園下野線
- 299 草千里浜栃木線
- 300 （欠番：かつての北山阿蘇線：1994年（平成6年）より県道45号の一部）

### 301 - 400
- 301 方保田山鹿線
- 302 稲佐津留玉名線
- 303 四方寄熊本線（旧国道3号[注釈 2]）
- 304 一勝地神瀬線
- 305 宮崎芦北線
- 306 （欠番：かつての岩城湯浦線）
- 307 阿蘇停車場線
- 308 本渡港線
- 309 瀬川玉東線
- 310 （欠番：かつての久米免田線）
- 311 新山原水線
- 312 中小野浦川内線
- 313 松橋インター線
- 314 平山荒尾線
- 315 竈門菰田山鹿線
- 316 住吉熊本線
- 317 満願寺黒川線
- 318 北里宮原線
- 319 仏原高森線
- 320 長原川野線
- 321 囲砥用線
- 322 大牟田大鞘八代港線
- 323 深川津奈木線
- 324 小枝深水線
- 325 遠原渡線
- 326 碇石中田線
- 327 大浜小天線
- 328 （欠番：かつての熊本港線：1994年（平成6年）より県道51号）
- 329 原植木線
- 330 熊本山鹿自転車道線
- 331 古石天月線
- 332 小天下硯川線
- 333 龍ヶ岳御所浦線
- 334 天草空港線
- 335 湯前人吉自転車道線
- 336 八代港線
- 337 熊本菊陽線（旧国道57号）
- 338 八代不知火線
- 339 北外輪山大津線
- 340 水俣港線
- 341 大津西合志線
- 342 砂原四方寄線
- 343 花園インター線
- 344 池上インター線
- 345 西片新八代停車場線
- 346 新八代停車場線
- 347 寺田岱明線：2018年（平成30年）11月26日、熊本県告示第977号により認定[3]（旧国道208号）